# Вихтерпаль
Ви́хтерпаль (нем. Wichterpal), также мы́за Ви́хтерпалу (эст. Vihterpalu mõis) — рыцарская мыза в деревне Вихтерпалу волости Ляэне-Харью уезда Харьюмаа, Эстония. Согласно историческому административному делению мыза относилась к приходу Ристи. В годы Российской империи находилась на территории Эстляндской губернии и относилась к приходу Крейц.

## История мызы

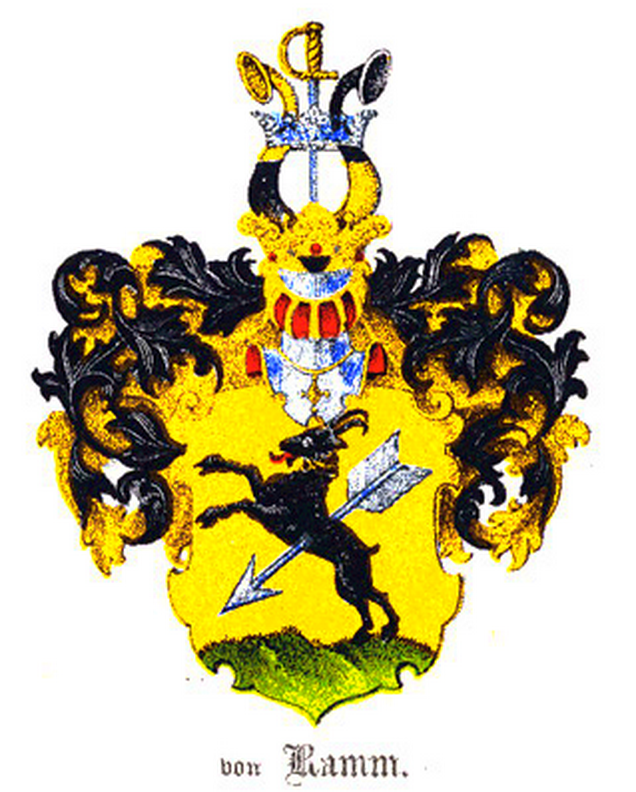
Герб Раммов

Герб Розенов

Первое упоминание о мызе относится к 1586 году. В 1622 году она была пожалована шведским королём Густавом II Адольфом дворянскому семейству Раммов.
На военно-топографических картах Российской Империи (1846–1863 годы), в состав которой входила Эстляндская губерния, мыза обозначена как Вихтерпаль.
Перед экспроприацией мыз и их земель, начавшейся в 1919 году, владелицей мызы была баронесса София фон Розен (Sophie von Rosen, урождённая фон Рамм).
С 2001 года мыза находится в частной собственности. Её владельцем стал финн Тимо Йухан Лемберг (Timo Juhan Lemberg), продавший перед этим своё предприятие по производству пластмассовых изделий фирме «Ensto».
В результате реставрационных работ, стоивших более трёх миллионов евро и завершившихся весной 2005 года, главное здание мызы вернуло своё прежнее великолепие и превратилось в место для оказания гостиничных услуг класса «люкс», проведения праздничных мероприятий, конференций и семинаров. На месте развалин бывшего мызного каретника построен флигель-отель с банным комплексом. Бывшая маслобойня, сначала ставшая жилым домом для семьи Лемберг, после 2013 года также отошла в пользование гостей мызы, т. к. собственник новый мызы большую часть года проживает в Финляндии и развивает там свой третий бизнес-проект. Последним новшеством стало возведение в расположенном рядом с мызой бревенчатом здании дома для секретных совещаний с супер-тихой вентиляцией и высоким уровнем безопасности, где невозможно прослушивание проходящих там встреч. По словам Лемберга, этот дом имеет десятикратно просвечиваемые рентгеном стены, и работники Полиции безопасности Эстонии во время строительства осматривали его несколько раз.
Осенью 2019 года мыза была выставлена на международный рынок недвижимости (главное здание, дом владельца с шестью спальнями, спа-салон, баня, мызный парк и нескольких подсобных строений с окружающим мызу земельным участком). Цена продажи мызного комплекса являлась, по желанию собственника, конфиденциальной.

## Главное здание
Главное здание (господский дом) мызы в стиле позднего классицизма было построено в 1820—1830-х годах, когда владельцем мызы был Густав фон Кнорринг (Gustav von Knorring).
Передний фасад главного здания украшают три треугольных фронтона и зубчатый карниз. Центральный ризалит имеет восемь пилястров с величественными коринфскими капителями. Главные входы расположены по обоим крыльям здания. На заднем фасаде находится широкая портик-веранда из доломита, построенная в 1870 году, с каменными лестницами, спускающимися в парк.
Главным этажом здания является второй этаж; первый представляет из себя низкий этаж с помещениями для прислуги и кухни. Помещения главного этажа имеют стильное классическое оформление, в котором доминируют комбинации чёрного и красного, цветы лотоса, в орнаменте «меандр» чередуется с «пальметтой». Вестибюль с рисунками в стиле «Помпеи» простирается через оба этажа. Салон с полукруглым основным планом, располагавшийся рядом с залом, в настоящее время перестроен. Цокольный этаж имеет множество арок. Пол выполнен из плитняка.

## Мызный комплекс
Мызный комплекс раскинулся на обоих берегах реки Вихтерпалу. Во второй половине 19-го столетия в центре парка был построен «Домик кавалеров», от которого к настоящему времени остались только развалины. Основная часть парка имеет свободную планировку, но здесь также сохранились и регулярные элементы более ранней разбивки. В парке много старых елей и есть несколько альпийских кедровых сосен. За главным зданием растёт большая западная туя.
Сохранилось несколько вспомогательных мызных зданий, построенных в 19-м столетии, однако большинство из них разрушено.
В Государственный регистр памятников культуры Эстонии наряду с господским домом (при инспектировании 01.08.2017 его состояние было оценено как удовлетворительное) внесены следующие объекты мызного комплекса:
- мызный парк (при инспектировании 1.08.2017 находился в хорошем состоянии)[9];
- кузница (при инспектировании 24.11.2016 находилась в удовлетворительном состоянии)[10];
- конюшня (при инспектировании 1.08.2017 находилась в аварийном состоянии)[11];
- амбар (при инспектировании 1.08.2017 находился в плохом состоянии)[12];
- сушильня (при инспектировании 17.05.2013 находилась в хорошем состоянии)[13].

## Фотографии
- Фотографии водяной мельницы мызы Вихтерпалу 1991 года на сайте Государственного регистра памятников культуры Эстонии

## Галерея

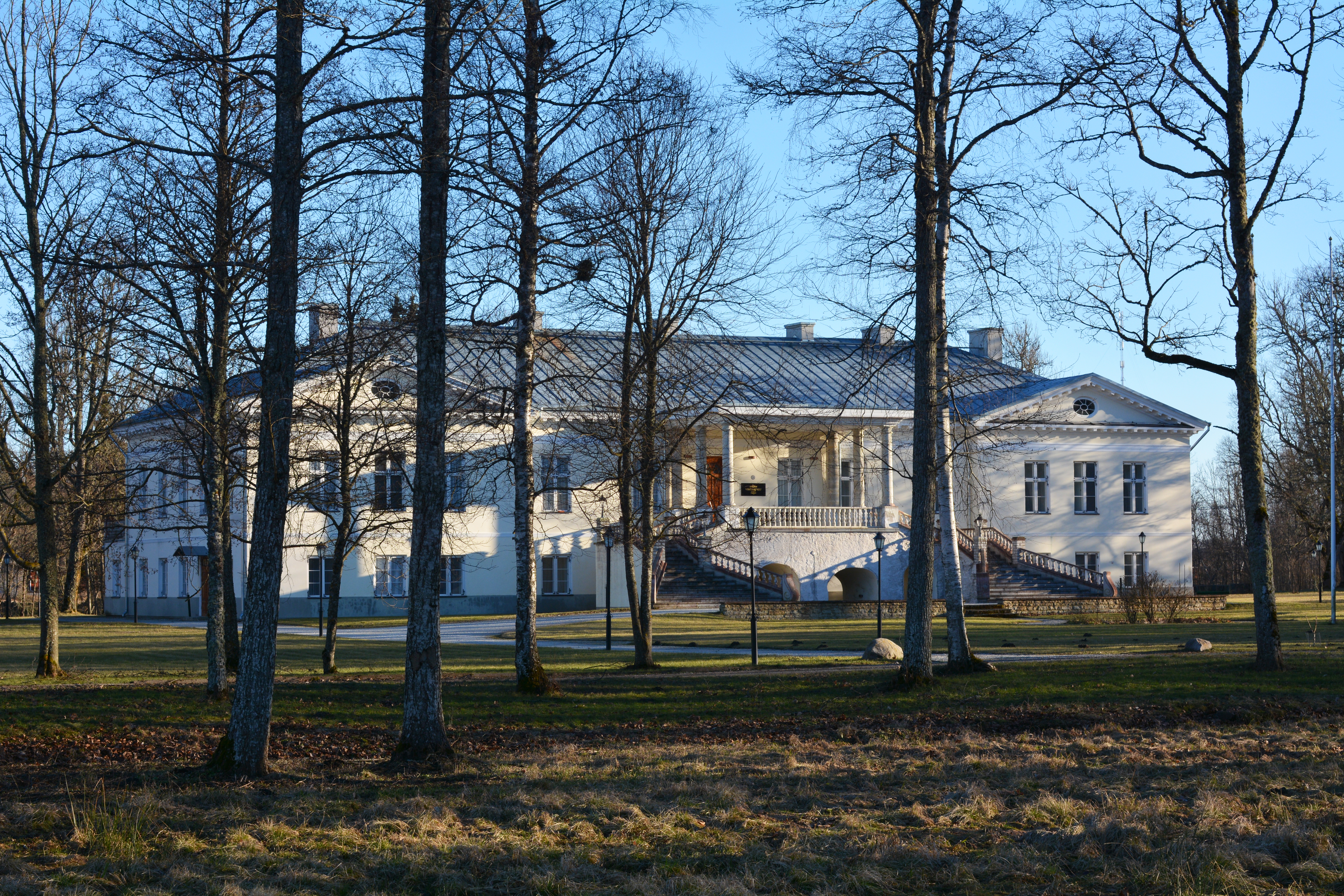
Передний фасад главного здания
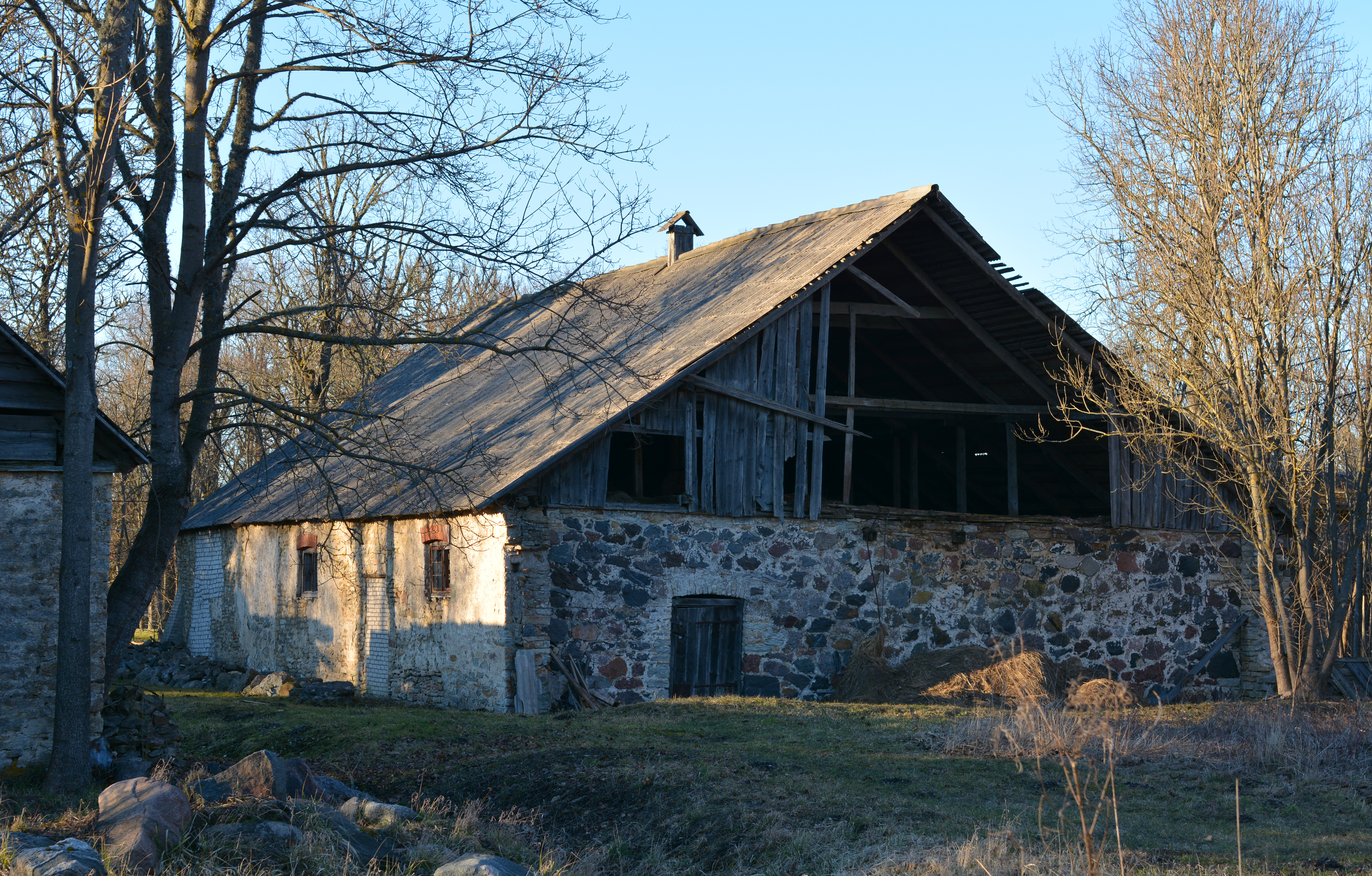
Амбар
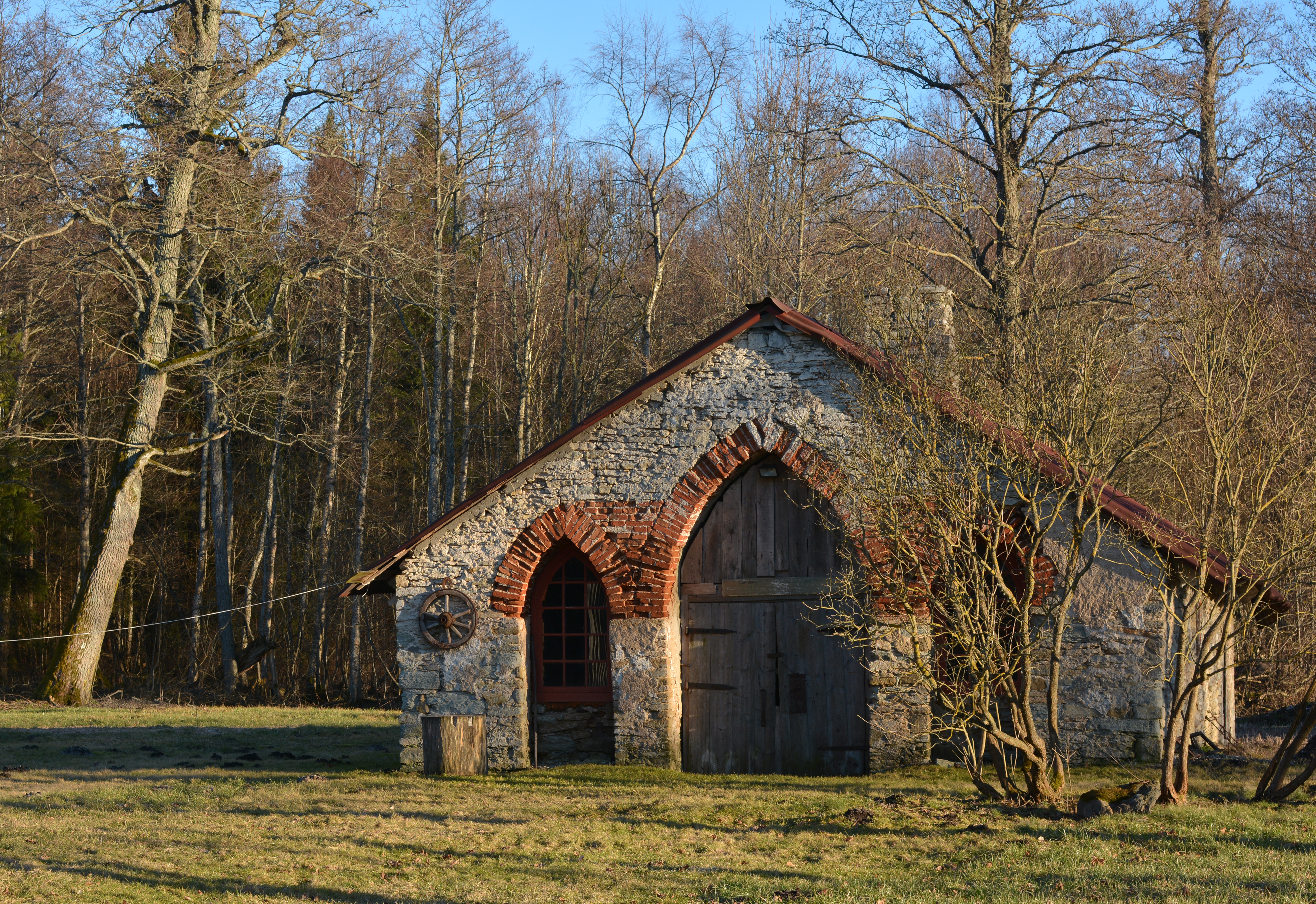
Кузница
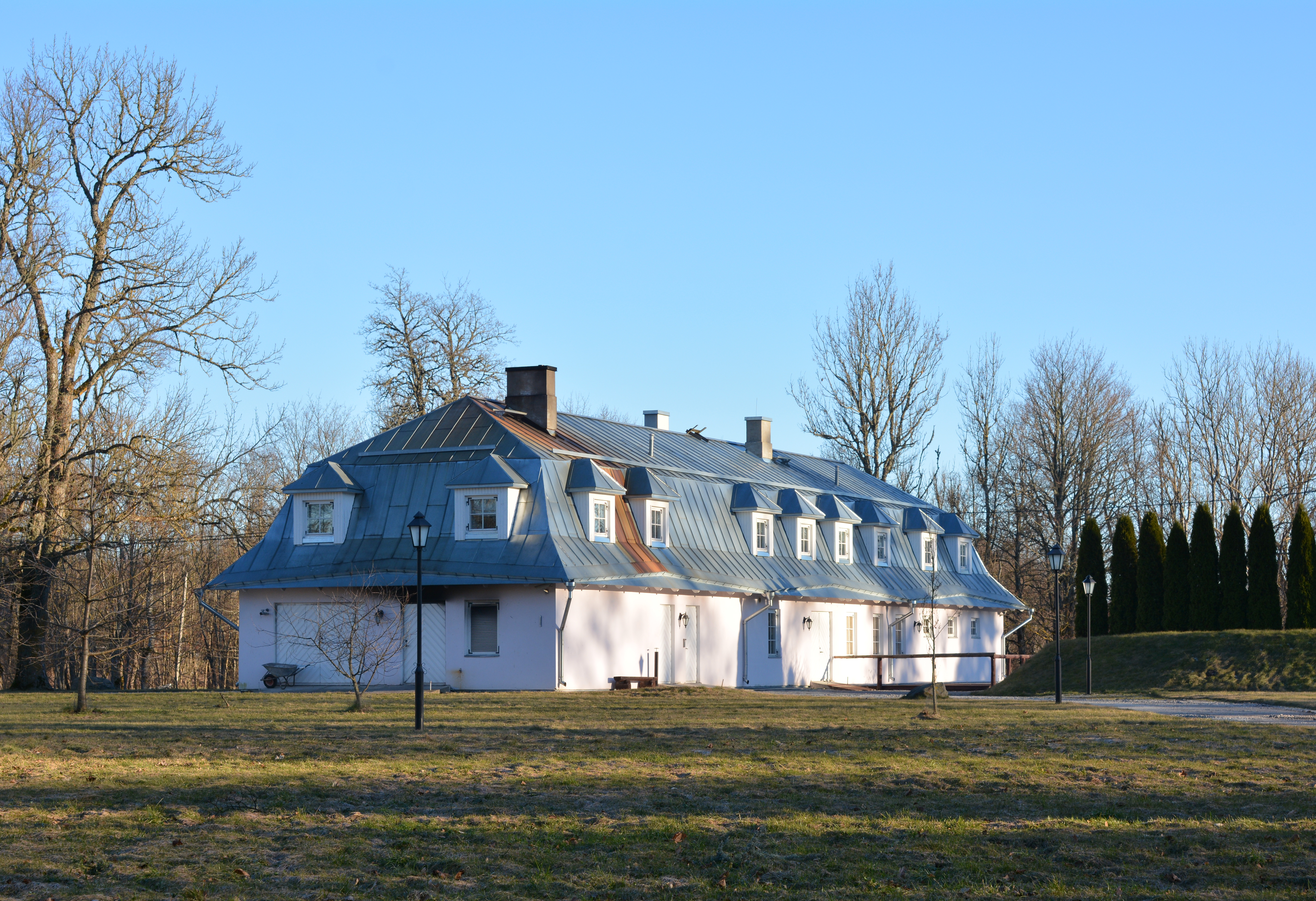
Флигель-отель на месте мызного каретника